# Тотлебен
Тотлебен (њем. Tottleben) општина је у њемачкој савезној држави Тирингија. Једно је од 47 општинских средишта округа Унструт-Хајних. Према процјени из 2010. у општини је живјело 151 становника. Посједује регионалну шифру (AGS) 16064062.

## Географски и демографски подаци
Тотлебен се налази у савезној држави Тирингија у округу Унструт-Хајних. Општина се налази на надморској висини од 210 метара. Површина општине износи 5,0 km². У самом мјесту је, према процјени из 2010. године, живјело 151 становника. Просјечна густина становништва износи 30 становника/km².

## Међународна сарадња
| Мјесто | Држава    | Врста сарадње | Од    |
| ------ | --------- | ------------- | ----- |
| Шомон  | Француска | контакт       | 2005. |
| Извор  |           |               |       |